# Office européen de lutte antifraude
L'Office européen de lutte antifraude (OLAF), est un organe créé en 1999 chargé de protéger les intérêts financiers de l'Union européenne. 
Il enquête sur les fraudes au détriment du budget européen, sur les affaires de corruption et les fautes graves commises au sein des institutions européennes. Il élabore également une politique antifraude pour la Commission européenne.

## Histoire
En décembre 2010, Giovanni Kessler est nommé directeur général de l'Office européen de lutte antifraude. En 2011, l'Office européen de lutte antifraude traite 463 affaires et recouvre 691 millions d'euros détournés, contre 68 millions en 2010 et 251 millions en 2009. Cette augmentation s'explique par la volonté de l'Office européen de lutte antifraude d'accentuer la lutte contre la fraude et la corruption, et par une importante affaire de détournement de fonds structurels européens au sein des autorités italiennes, qui a permis à l'Union européenne de recouvrer 382 millions d'euros. Pour 2012, les coûts de fonctionnement de l'OLAF s'élèvent à 57,4 millions d'euros.
Le règlement (UE, Euratom) n° 883/2013 relatif aux enquêtes effectuées par l’Office européen de lutte antifraude (OLAF) est entré en vigueur le 1er octobre 2013. Il a apporté des modifications importantes aux travaux de l’OLAF et aux relations qu’il entretient avec diverses parties prenantes. Le règlement définit en outre les droits des personnes concernées,  introduit un échange annuel de vues entre l’OLAF et les institutions de l’UE et exige que chaque État membre désigne un service de coordination antifraude.
En 2015, l'OLAF est l'objet de critiques concernant ses méthodes et ses enquêtes, de la part notamment de la Commission européenne et du Parlement européen, conduisant la responsable du budget du Parlement européen, Ingeborg Gräßle, en octobre 2015, à demander la démission du directeur général de l'OLAF, Giovanni Kessler. En mars 2015, la Commission européenne, saisie par la justice belge, annonce la levée de l'immunité dont bénéficie GIovanni Kessler afin qu'il puisse répondre à des allégations de méthodes illégales dans l'enquête de l'OLAF ayant conduit à la démission du commissaire européen John Dalli.  Il a été condamné à 14 mois de prison avec sursis pour cela. Le film Une affaire de principe basé sur le livre Hold-up à Bruxelles, les lobbies au cœur de l’Europe traite de cette affaire.
Ville Itälä devient le directeur général de l'OLAF en 2018.
En 2020, l'OLAF a permis de saisir 52 millions de produits comme des 140 000 litres de gels pour les mains contenant de dangereuses quantités de méthanol et 50 millions de masques.